# 弦楽四重奏曲第7番 (シューベルト)
弦楽四重奏曲第7番 ニ長調 D 94 は、フランツ・シューベルトが1814年に作曲した弦楽四重奏曲。

## 概要
シューベルトは1813年の秋にコンヴィクト（寄宿制神学校）を去ってから、兵役を逃れるために師範学校の予備科に通学しているが、1814年の秋に辞めた後、助教員の仕事をしながら生活をしていた。
本作は1814年末に作曲し、短期間のうちに完成された。完成された日付は判明していないが、シューベルトは同年12月10日に『交響曲第2番 変ロ長調』（D 125）を作曲し、その月の25日までに第1楽章を完成している。このことから見て、本作はおそらく12月10日以前に作曲を終わらせていたと考えられる。

## 曲の構成
全4楽章構成、演奏時間は約18分。本作は前作『第6番 ニ長調』（D 74）より進歩した筆致を見せている。しかし、和声法や主題の処理にはそうしたことが認められているものの、構成のバランスでは未熟なところが露呈している。特に第1楽章は他の楽章と比べてかなり長大であり、結尾においても充実を図ろうとしているが、結局は長大さに負けていることが窺える。
- 第1楽章 アレグロ
ニ長調、2分の2拍子（アラ・ブレーヴェ）、ソナタ形式。
ソナタ形式であるが、再現部をニ長調ではなくハ長調で始めており、提示部の単純な反復になることを避けている。軽快さやアクセントの強調などもあるが、どちらかといえば歌う要素を前面に出した楽章である。
再現部はこれまで見られなかった32分音符の音階風の急速な動きが目立つ。

- 第2楽章 アンダンテ・コン・モート
ト長調、2分の2拍子（アラ・ブレーヴェ）、二部形式風。
この楽章は二部形式的な形を採り、走区的なものでクライマックスを作ったりもしている。

- 第3楽章 メヌエット：アレグレット - トリオ
ニ長調 - 変ロ長調、4分の3拍子、複合三部形式。
きわめて規模の小さいメヌエットである。しかし、力性の扱いやスタッカートの使用などから見るとスケルツォに近い。

- 第4楽章 プレスト
ニ長調、4分の2拍子、ソナタ形式風。
どこかハイドン的なものがみられる。